# Kalifabougou
Kalifabougou is een gemeente (commune) in de regio Koulikoro in Mali. De gemeente telt 11.600 inwoners (2009).
De gemeente bestaat uit de volgende plaatsen:
- Banthy
- Djidié
- Djinidiéla
- Dougan
- Fansira-Djérobougou
- Kababougou
- Kalifabougou
- Mangola
- N'Golobougou
- Niamana
- Ouassorola
- Tiéssebougou